# Jakab Péter (ügyvéd)
Russori Jakab Péter (Szinyérváralja, 1835. május 31. – Máramarossziget, 1903. február 14.) ügyvéd, Nógrád vármegye tiszti főügyésze, kamarai elnök.

## Élete
Jakab Péter birtokos és Kandra Mária fia. Az alsó négy gimnáziumi osztályt Nagybányán, a felsőbbeket Szatmárt végezte. 1852-től 1855-ig a jogot hallgatta a pesti egyetemen és 1854. november 24-én államvizsgát tett. Joggyakornok volt 1856. június 4-ig a szatmári királyi törvényszéknél, 1858. január 3-ig a bécsi országos törvényszékhez osztatott be. Onnét a máramarosszigeti törvényszékhez segédnek nevezték ki. 1860. október 5-én az eperjesi királyi törvényszékhez titkárnak léptették elő; ezután a máramarosi megyei törvényszék főszolgabírája volt 1868 végeig; ettől fogva gyakorló ügyvéd és 1874-től az ügyvédi kamara elnöke Máramarosszigeten. 1883-ban, a 18 éves korában 1881. október 21-én elhunyt egyetlen fia emlékére, nejével Buzáth Teréziával együtt 10 000 forintos alapítványt tett egy leányárvaház alapjára és a máramarosszigeti közkórháznál 1000 forintos ágyalapítványt.

## Írásai
Cikkeket írt az Idők Tanujába (1865., 1867., 1879., 1880., 1882-85.), Máramarosba (állandó munkatársa) a Szigeti Közlönybe (a katolikus autonomiáról és a Suligulialap rendeltetéséről sat.), a Tanodai Lapokba (a máramarosszigeti kis gimnáziumnak nyolc osztályúvá leendő kiegészítése ügyében), a Hazánkba (1868), az Autonomiába (1869-73.), az Ügyvédek Lapjába (1884., 1892.) és a debreceni királyi táblai Értesítőbe (1892 a Numerus clausus ellen és az Ügyvédi függetlenségről); írt még a Pesti Naplóba, a Müller Gyula nagy Naptárába (1856. Az avasi nép szokásai); a Máramaros-megye egyetemes leírásába (1876. Az ügyvédi kamara Szigeten), a Szilágyi Albumba (1885. Egy hazafias pap élete elbeszélés).
Szerkesztette a Szigeti Közlönyt 1870. február 6-tól 1872-ig.